# Irak közlekedése
Irak közlekedési hálózata a vasúti, közúti, vízi és légi közlekedésből épül fel.

## Vasúti közlekedés
Irak vasúthálózata viszonylag fejlett. Az ország nemzeti vasúttársasága az Iraki Köztársasági Vasutak.
Az 1980-as években döntés született egy metróhálózat építéséről Bagdadban. Az első alagútszakaszokat megépítették, de végül nem fejezték be a háborúk és a megszállás miatt.
- Vasúthálózat hossza: 2032 km.
- Nyomtáv: 1435 mm (2032 km).

## Közúti közlekedés
Irak közúthálózatának hossza 45 550 km, melyből 38 400 km burkolt, 7150 km pedig burkolatlan.

## Vízi közlekedés
A teljes vízi közlekedési hálózat hossza 1015 km, melyből 130 km (a Shatt al Arab folyón) a tengeri hajózás számára is használható.
Fontosabb kikötők:
- Umm Qasr
- Baszra
- Fao

## Légi közlekedés
Az országban 113 repülőtér található, melyből a legjelentősebbek:
- Bagdadi nemzetközi repülőtér
- Baszrai nemzetközi repülőtér

### Repülőterek
Burkolt kifutópályával:
- Összes: 80 repülőtér
- 3047 m feletti hosszúsággal: 20 repülőtér
- 2438 és 3046 m közötti hosszúsággal: 39 repülőtér
- 1524 és 2437 m közötti hosszúsággal: 4 repülőtér
- 914 és 1523 m közötti hosszúsággal: 7 repülőtér
- 914 m alatti hosszúsággal: 10 repülőtér

Burkolatlan kifutópályával:
- Összes: 33 repülőtér
- 3047 m feletti hosszúsággal: 3 repülőtér
- 2438 és 3046 m közötti hosszúsággal: 6 repülőtér
- 1524 és 2437 m közötti hosszúsággal: 2 repülőtér
- 914 és 1523 m közötti hosszúsággal: 10 repülőtér
- 914 m alatti hosszúsággal: 12 repülőtér

## Fordítás
- Ez a szócikk részben vagy egészben  a   Transport in Iraq című angol Wikipédia-szócikk fordításán alapul.  Az eredeti cikk szerkesztőit annak laptörténete sorolja fel. Ez a jelzés csupán a megfogalmazás eredetét és a szerzői jogokat jelzi, nem szolgál a cikkben szereplő információk forrásmegjelöléseként.